# Turniej Czterech Narodów w skokach narciarskich 2008
Turniej Czterech Narodów w skokach narciarskich 2008 – 3. edycja Turnieju Czterech Narodów, która odbyła się w dniach 24 lipca–5 sierpnia 2006 w ramach Letniego Grand Prix w skokach narciarskich.
Zwycięzcą turnieju został Gregor Schlierenzauer. Po trzech konkursach liderem turnieju był Niemiec Georg Späth, jednak nie wystąpił w czwartym z powodu kontuzji i zostało ostatecznie sklasyfikowany na 22. pozycji. Najwyżej sklasyfikowanym Polakiem został Maciej Kot, który był piętnasty. W Turnieju Czterech Narodów 2008 punkty zdobyło 69 zawodników.

## Kalendarz i wyniki
| Lp                                                   | Data                                                 | Miejscowość                                          | Skocznia                                             | HS                                                   | 1. miejsce            | 2. miejsce            | 3. miejsce         |
| ---------------------------------------------------- | ---------------------------------------------------- | ---------------------------------------------------- | ---------------------------------------------------- | ---------------------------------------------------- | --------------------- | --------------------- | ------------------ |
| 1.                                                   | 27 lipca 2008                                        | Hinterzarten                                         | Adlerschanze                                         | HS-108                                               | Georg Späth           | Andreas Kofler        | Thomas Morgenstern |
| 2.                                                   | 1 sierpnia 2008                                      | Einsiedeln                                           | Andreas Küttel-Schanze                               | HS-117                                               | Andreas Kofler        | Gregor Schlierenzauer | Thomas Morgenstern |
| 3.                                                   | 3 sierpnia 2008                                      | Courchevel                                           | Tremplin Le Praz                                     | HS-132                                               | Harri Olli            | Georg Späth           | Simon Ammann       |
| 4.                                                   | 5 sierpnia 2008                                      | Pragelato                                            | Trempolino a Monte                                   | HS-140                                               | Gregor Schlierenzauer | Roman Koudelka        | Harri Olli         |
| Turniej Czterech Narodów 2008 – klasyfikacja końcowa | Turniej Czterech Narodów 2008 – klasyfikacja końcowa | Turniej Czterech Narodów 2008 – klasyfikacja końcowa | Turniej Czterech Narodów 2008 – klasyfikacja końcowa | Turniej Czterech Narodów 2008 – klasyfikacja końcowa | Gregor Schlierenzauer | Andreas Kofler        | Simon Ammann       |

## Klasyfikacja generalna
| Źródło  | Źródło                | Źródło | Źródło |
| Miejsce | Zawodnik              | Punkty |        |
| ------- | --------------------- | ------ | ------ |
| 1.      | Gregor Schlierenzauer | 913,2  |        |
| 2.      | Andreas Kofler        | 908,3  |        |
| 3.      | Simon Ammann          | 897,6  |        |
| 4.      | Thomas Morgenstern    | 891,4  |        |
| 5.      | Michael Uhrmann       | 874,6  |        |
| 6.      | Roman Koudelka        | 873,4  |        |
| 7.      | Harri Olli            | 868,5  |        |
| 8.      | Michael Neumayer      | 868,2  |        |
| 9.      | Andreas Küttel        | 851,0  |        |
| 10.     | Fumihisa Yumoto       | 829,2  |        |
| ...     |                       |        |        |